# A29 (motorväg, Italien)
A29 är en motorväg i Italien som går mellan Palermo och Mazara del Vallo.